# Точилкин
Точилкин — хутор в Кумылженском районе Волгоградской области России. Входит в состав Краснянского сельского поселения. Население 148 чел. (2010).

## География
Расположен в западной части региона, в лесостепи, в пределах Хопёрско-Бузулукской равнины, являющейся южным окончанием Окско-Донской низменности. Хутор находится между лесозащитной полосой и правобережьем р. Медведица. Примыкает по ул. Продольная к хуторам — Чиганаки 2-е на северо- востоке и к Козлову на юго-западе.
Уличная сеть состоит из трёх географических объектов: Песчаный пер., ул. Дубовая, ул. Продольная.
Абсолютная высота 60 метров над уровнем моря.

## Население
| 2010 |
| ---- |
| 148  |

Гендерный состав
По данным Всероссийской переписи населения 2010 года в гендерной структуре населения из 148 человек мужчин — 72, женщин — 76 (48,6 и 51,4 % соответственно).
Национальный состав
Согласно результатам переписи 2002 года, в национальной структуре населения
русские составляли 65 %, турки 29 % из общей численности населения в 194 чел..

## Инфраструктура
Развитое сельское хозяйство. Личное подсобное хозяйство.

## Транспорт
стоит на автодороге муниципального значения.